# Joaquín Lagos Osorio
Joaquín Lagos Osorio (11 de febrero de 1920 — Santiago, 10 de abril de 2003) fue un militar chileno, general y comandante en jefe de la I División de Ejército. Intendente y Jefe de Zona en estado de sitio en Antofagasta, durante el Golpe de Estado de 1973.

## El incidente Caravana de la Muerte
El 18 de octubre de 1973, la comitiva del general Sergio Arellano Stark —conocida como “Caravana de la Muerte”— llegó a Antofagasta, sede de la I División de Ejército. La noche anterior, Arellano informó a Lagos que su viaje obedecía a una orden del general Augusto Pinochet, con el propósito de “uniformar criterios judiciales” tras el golpe. Sin embargo, Arellano evitó mencionar que iba en calidad de Oficial Delegado, es decir con plenos poderes. El helicóptero Puma aterrizó en el Regimiento de Infantería N° 7 “Esmeralda”, siendo Arellano y el Teniente Coronel Sergio Arredondo invitados a pernoctar en casa de Lagos. El resto de la comitiva se hospedaría en el hotel Antofagasta. Durante la tarde, ambos oficiales acudieron al aeropuerto para recibir al general Pinochet, quien hacía escala en su viaje a Iquique. Posteriormente Arellano y Lagos regresaron a casa de este último para cenar, pero Arredondo se excusó por no poder sumarse a la velada. Mientras los generales se retiraban a dormir luego del banquete, la comitiva de Arellano, auxiliada por oficiales y personal de la guarnición nortina —bajo el mando del coronel Adrián Ortiz Gutmann, futuro intendente de Antofagasta— extrajo de la cárcel a 14 presos políticos, procediendo a torturarlos en la base aérea de Cerro Moreno:

«Les sacaban los ojos con corvos, les quebraban las mandíbulas, las piernas y todo. Solo al final les daban el tiro de gracia».
(Joaquín Lagos Osorio, El caso de "La Caravana de la muerte". Entrevista programa Informe Especial, TVN, 2001).

A continuación, los prisioneros fueron conducidos a la Quebrada El Way —en vehículos facilitados por Ortiz Gutmann— y ejecutados. Sus cadáveres fueron finalmente trasladados a la morgue del Hospital de Antofagasta. En la masacre habrían participado: Sergio Arredondo, Armando Fernández Larios, Marcelo Moren Brito y otros oficiales de la guarnición de Antofagasta.
Al día siguiente, Arellano y Lagos se dirigieron al helipuerto del Regimiento "Esmeralda". Allí, el auditor teniente coronel Marcos Herrera Aracena pidió a Arellano firmar algunos documentos por el trabajo efectuado la jornada anterior. 
Recién a las 10 de la mañana del 19 de octubre, Lagos se enteró —por medio del jefe de RRPP, mayor Manuel Matta— de lo ocurrido a sus espaldas:

«Me sentí con dolor, con impotencia, con rabia, con todo lo que pueda imaginarse, ante un hecho de esta naturaleza que hicieron en mi zona jurisdiccional y a mis espaldas».
(Joaquín Lagos Osorio, El caso de "La Caravana de la muerte". Entrevista programa Informe Especial, TVN, 2001).

Mientras tanto, familiares de los ejecutados acudían a casa del general para reclamar sus restos. Nadie sabía que los cadáveres superaban la capacidad de la morgue y habían sido apilados en un patio del hospital, donde yacían a pleno sol.

«Me daba vergüenza verlos. Estaban hechos pedazos, no eran cuerpos humanos. De manera que yo quería armarlos, por lo menos dejarlos en una forma decente, pero no se pudo».
(Joaquín Lagos Osorio, El caso de "La Caravana de la muerte". Entrevista programa Informe Especial, TVN, 2001).

Todos en la guarnición castrense se mostraron sorprendidos ante la reacción de Lagos, pues suponían que él había autorizado la ejecución masiva. El general debió sobreponerse al desconcierto y articular —mediante bandos— una mentira piadosa para salvaguardar el ascendiente del Ejército y del Gobierno sobre la población civil, aunque responsabilizó a la Junta Militar. 
Mientras Arellano viajaba de regreso a Antofagasta —desde Calama, para continuar viaje a Iquique y Arica— llamó por radio a Lagos, quien lo increpó por los crímenes y conminó a venir personalmente a darle explicaciones. Ante la afrenta, Arellano finalmente le presentó el oficio por el cual Pinochet lo nombraba Oficial Delegado: «Es el comandante en jefe presente ante uno», declaró Lagos, consciente de que nada más podía hacer.
No obstante, Lagos decidió hablar con Pinochet —quien retornaría a Santiago desde Iquique, el 20 de octubre— y le rindió cuenta de los crímenes ocurridos en Antofagasta y Calama, al tiempo que presentó su renuncia al Ejército por profunda diferencia de principios con el rumbo que había tomado la institución. Pinochet se lo negó. Tiempo después Lagos envió al comandante en jefe una nómina de víctimas, dejando en claro que la responsabilidad por los crímenes correspondía a Arellano. Pinochet le ordenó alterar el documento, tachar su nombre y el de Arellano y reemplazarlos por la firma única de Lagos, para que este asumiera toda responsabilidad, cosa que rechazó con una frase casi profética: «Recuerde que tarde o temprano nos van a juzgar. Y especialmente a usted, que es el comandante en jefe del Ejército». Lagos se acogería finalmente a retiro en octubre de 1974 y presentaría su renuncia como director del Cuerpo de Generales en Retiro en 1985.

## Años posteriores a la dictadura
Tras su salida de las filas castrenses, Lagos prácticamente desapareció de escena —siendo apartado de ceremonias oficiales y del círculo militar tanto activo como en retiro, pero conservó por 27 años el oficio secreto en que notificaba a Pinochet sobre los crímenes planificados por Arellano, y que el comandante en jefe había ordenado rectificar. Este documento sería clave para el proceso que concluyó con el desafuero parlamentario de Pinochet (designado senador vitalicio tras el regreso a la democracia), según afirmó el penalista y luego diputado, Hugo Gutiérrez. Ya antes, en 1986 —mientras Pinochet aun era Presidente  de La Junta Militar  y De la República , Lagos había testificado en un tribunal de Antofagasta, pero fue en 2001 que su declaración ante el Juez Juan Guzmán Tapia cobró importancia cardinal, por cuanto contradecía la versión que Pinochet había entregado al mismo magistrado, y probaba la responsabilidad de este último en 56 ejecuciones encomendadas a la Caravana de La Muerte:
«A costa mía, el General Pinochet intentó limpiar su imagen. No es de hombres en las Fuerzas Armadas eximirse de la responsabilidad e imputársela a un subalterno. La verdad es que jamás pensé que  Augusto Pinochet iba a responder al juez Guzmán intentando culparme. Creí que a esta altura de su vida Pinochet hablaría con la verdad, pero no fue así», confesó Lagos en entrevista exclusiva para la prensa española.
Dos años después de revelar estos antecedentes a la Justicia y a la prensa internacional, Lagos finalmente muere por su enfermedad. 

## Vida personal y fallecimiento
Su cónyuge fue Margarita Gude, con quien tuvieron 2 hijos: Joaquín y María.
El general Joaquin Lagos Osorio falleció, a mediodía del 10 de abril de 2003, en dependencias del Hospital Clínico de la Universidad Católica, como consecuencia de un cáncer. Sus restos descansan en el cementerio Parque del Recuerdo, en Santiago.

## Secuelas y legado
Los hechos históricos dejaron a Lagos en ingrata posición: fue considerado traidor por ciertos círculos del Ejército y visto con desconfianza por los familiares de ejecutados políticos. A pesar de ello y luego de la petición de desafuero de Pinochet (2000) obtuvo protección policial permanente en su residencia (ubicada en la comuna de Providencia), por instrucción de la abogada Carmen Hertz, quien intercedió ante La Moneda para garantizar la integridad física del exoficial.
Dos días después de la muerte de Lagos, Patricia Verdugo —periodista y autora de “Los zarpazos del Puma” (libro que investiga el caso Caravana de la Muerte)— le dedicó un homenaje en diario La Nación, destacando la estatura moral del antiguo hombre de armas.